# Macarocosma
Macarocosma é um gênero de traça pertencente à família Agonoxenidae.